# Maurice Dide
Pour le village, voir Dide.
Maurice Frédéric Dide, né le 3 juin 1873 à Paris et mort le 26 mars 1945 au camp de Buchenwald, est un médecin neurologue, aliéniste et résistant français. Il est l'inventeur de la catégorie nosographique de l'idéalisme passionné, une des formes, parmi les délires passionnels, du délire de revendication caractéristique de certaines personnalités paranoïaques.

## Biographie
Maurice Dide est le fils d'Auguste Dide, pasteur protestant, sénateur du Gard de 1885 à 1894 et de Mathilde Sophie West, d'origine anglaise. Il épouse le 18 février 1908, Adrienne-Jenny Bauduin au Cateau-Cambrésis (Nord).
En juin 1909 il remplace le Dr Dubuisson en tant que médecin-directeur de l’asile de Braqueville à Toulouse, un établissement d’environ 1 000 malades créé par Gérard Marchant.
Dispensé en 1900 de  service militaire, il vient volontairement sur le front ; il est d'abord affecté à ce 24e bataillon de chasseurs à pied comme médecin major d'avril 1915 jusqu'au début de 1916. Il aura par la suite d'autres affectations jusqu'à son retour à son poste à Braqueville en 1919.
En novembre 1936, Dide est mis à la retraite mais reste un temps chargé de cours à la faculté de lettres de Toulouse.
Libre-penseur et républicain, il est hostile à l'État Français mis en place en juillet 1940 et résiste en organisant des passages en Espagne d'officiers anglais, et en participant à une publication clandestine, Vive la Liberté. Il entre dans le mouvement Combat, devient le responsable régional du réseau Noyautage des administrations publiques (NAP).
Le 6 juillet 1943, il est découvert et arrêté par la police allemande. Il est par la suite emprisonné à la prison Saint-Michel de Toulouse jusqu'en janvier 1944, puis transféré à Compiègne le 15 janvier 1944. Il est finalement déporté à Buchenwald dans le convoi du 27 janvier 1944 où il meurt le 26 mars 1945, à l’âge de 71 ans,,.

## Travaux scientifiques
Dans la continuité de Valentin Magnan, pour qui l'origine de la pathologie mentale est organique et transmissible par l'hérédité, Dide reste très positiviste dans sa pensée théorique tout en essayant de le faire évoluer. En 1906, il écrit ainsi : « L'hématologie entrainera dans l'avenir un remaniement profond de la psychiatrie ».
En 1910, avec Gassiot, il crée le terme de psychose hallucinatoire chronique comme synonyme d'hallucinose, c'est-à-dire des cas d'hallucinations sans délire.
Avec Paul Guiraud, il crée en 1922 le terme d'athymhormie, perte de l'ardeur vitale et de l'affectivité, en remplacement du terme de « démence précoce » de Kraepelin voire du terme de « schizophrénie » créé par Bleuler. Les travaux se situent dans l'entre-deux-guerres, à un moment de forte compétition entre la France et l'Allemagne entretenue par le revanchisme.
Pour Dide et Guiraud, « la maladie est due à une atteinte, innée ou acquise, du centre-encéphale ».
Néanmoins, dans la direction de la clinique, Dide garde une voie humaniste qui fera dire à Albert Londres en 1925 : « Si je suis dénoncé comme fou, je demande que l’on m’interne chez le docteur Maurice Dide.
 Ce savant professe que la folie est un état qui en vaut un autre et que les maisons de fous étant autorisées par des lois dûment votées et enregistrées, les fous doivent pouvoir, dans ces maisons, vivre tranquillement leur vie de fou ».
Il est surtout connu pour sa description de l'idéalisme passionné produite en 1913. "Il y dépeint, selon Caroline Mangin-Lazarus, une véritable fresque shakespearienne d'hommes célèbres de l'Histoire comme Calvin, Torquemada, Tolstoï et Robespierre, ou de saintes figures comme François d'Assise et Thérèse d'Avila. Dans le rapport passionné de ces hommes et femmes à leurs objets idéaux, et dans la fixité de l'attachement à leur cause, Dide a décelé une pathologie affective qu'il baptise d'un terme nouveau l'idéalisme passionné: de l'amour (des femmes, des mystiques), de la bonté (des réformistes religieux ou mystiques), et de la beauté et de la justice aboutissant à la cruauté (des esthètes et des réformistes politiques)". Il annonce en conclusion: "Les idéalistes de la justice sont capables de torturer l'humanité entière et de la détruire pour permettre à la justice de régner sans conteste, fût-ce dans un désert". C'est en rapprochant son ouvrage et sa mort à Buchenwald que l'on reconnaît après coup la pertinence de sa description.

## Publications
- Des troubles circulatoires encéphalitiques associés aux phénomènes convulsifs, Paris, Carré et Nau, 1900.
- Étude cytologique, bactériologique et expérimentale du sang chez les aliénés, Lille, Le Bigot frères, 1906.
- Les idéalistes passionnés, Paris, F. Alcan, 1913.
- Ceux qui combattent et qui meurent, Paris, Payot, 1916.
- Les émotions et la guerre : réactions des individus et des collectivités dans le conflit moderne, Paris, F. Alcan, 1918.
- Psychiatrie du médecin praticien (avec P. Guiraud), Paris, Masson et Cie, 1922.
- La métaphysique scientifique (avec P. Juppont), Paris, F. Alcan, 1924.
- Introduction à l'étude de la psychogenèse, Paris, Masson & Cie :
  - essai de bio-psychologie évolutive, 1925.
  - bibliographie méthodique, 1925.
  - essai de bio-psychologie évolutive, 1926.
- L'hystérie et l'évolution humaine, Paris, E. Flammarion, coll. « Bibliothèque de philosophie scientifique », 1935.

## Distinctions
- Légion d'honneur
  -  Chevalier de la Légion d'honneur en 1916
  -  Officier de la Légion d'honneur par décret du 30 juillet 1932[3]
- Croix de guerre 1914–1918
- Médaille de la Résistance française avec rosette à titre posthume par décret du 31 mars 1947[14]
- Officier de l'Instruction publique
- Chevalier de l'ordre du Mérite agricole

## Hommages
- Le Centre de soins, d’accompagnement et de prévention en addictologie du CHU de Toulouse - Hôpital La Grave porte son nom[15].
- Une unité de soins porte son nom à l'hôpital de Saint-Vaury (Creuse)[16].
- Un rond-point porte son nom à Toulouse, sur la route d'Espagne, au carrefour avec l'avenue du général Eisenhower.